# آلن چزنی
آلن چزنی (انگلیسی: Alan Chesney؛ زادهٔ ۲۸ آوریل ۱۹۴۹) بازیکن هاکی روی چمن اهل نیوزیلند بود.